# Expeditie Robinson 2005
Expeditie Robinson 2005 (en castellano, Expedición Robinson) fue un reality show de supervivencia extrema, esta es la 6.ta temporada del reality show belga-holandés Expeditie Robinson, transmitido por Talpa y KanaalTwee. Fue conducido por Ernst-Paul Hasselbach y Lotte Verlackt, se estrenó el 5 de septiembre de 2005 y finalizó el 28 de noviembre de 2005. Esta temporada fue grabado en Malasia, específicamente en la Isla Tioman y contó con 18 participantes. El belga Marnix Allegaert es quien ganó esta temporada.
Esta sexta temporada contó con 18 participantes divididos en 2 tribus; la primera es la tribu Oud representada por el color rojo y la segunda es Jong representada por el color amarillo, Además de una tercera tribu especial llamada Isla Secreta representada por el color gris y conformada por 3 participantes. Esta temporada duró 46 días.

## Equipo del Programa
- Presentadores: 
  - Ernst-Paul Hasselbach, lidera las competencias por equipos.
  - Roos Van Acker, lidera los consejos de eliminación.

## Participantes
| Participante                                | Edad | Tribu Original | Tribu Mezclada                            | Tribu Definitiva                          | Resultado Final                            | Estadía |
| ------------------------------------------- | ---- | -------------- | ----------------------------------------- | ----------------------------------------- | ------------------------------------------ | ------- |
| Marnix Allegaert Detective de la policía.   | 37   | Isla Secreta   | Kamp Noord                                | Mensirip                                  | Ganador de Expeditie Robinson 2005         | 47 días |
| Emma Bossche Estudiante.                    | 20   | Jong           | Kamp Noord                                | Mensirip                                  | 2.° lugar de Expeditie Robinson 2005       | 47 días |
| Marleen Moer Instructor de deportes.        | 44   | Oud            | Kamp Zuid                                 | Mensirip                                  | 16.ta Eliminada de Expeditie Robinson 2005 | 46 días |
| Fleur Roozenburg Gerente.                   | 24   | Jong           | Kamp Noord                                | Mensirip                                  | 15.ta Eliminada de Expeditie Robinson 2005 | 45 días |
| Meredith Meire Estudiante.                  | 18   | Jong           | Kamp Zuid                                 | Mensirip                                  | 14.ta Eliminada de Expeditie Robinson 2005 | 42 días |
| Carl Meerbeek .                             | 42   | Oud            | Kamp Zuid                                 | Mensirip                                  | 13.er Eliminado de Expeditie Robinson 2005 | 38 días |
| Douwe Popma .                               | 47   | Isla Secreta   | Kamp Noord                                | Mensirip                                  | 12.do Eliminado de Expeditie Robinson 2005 | 35 días |
| Maxime Verbist Cocinero.                    | 26   | Oud            | Kamp Zuid                                 | Mensirip                                  | 11.er Eliminado de Expeditie Robinson 2005 | 30 días |
| Elbert Vastenburg Dueño de un gimnasio.     | 48   | Oud            | Kamp Noord                                | Mensirip                                  | 10.mo Eliminado de Expeditie Robinson 2005 | 27 días |
| Annita Lauwer Agente de seguros.            | 44   | Oud            | Kamp Noord                                | Mensirip                                  | 9.na Eliminada de Expeditie Robinson 2005  | 24 días |
| Wim Massoels Almacenista.                   | 19   | Jong           | Kamp Zuid                                 |                                           | Abandona Voluntariamente                   | 22 días |
| Esther Jacobs Consultora de marketing.      | 34   | Isla Secreta   | Kamp Zuid                                 | 7.ma Eliminada de Expeditie Robinson 2005 | 19 días                                    |         |
| John Vermolen Rentista.                     | 52   | Oud            | Kamp Zuid                                 | 6.to Eliminado de Expeditie Robinson 2005 | 15 días                                    |         |
| Nicole Hendriks Contadora.                  | 27   | Jong           | Kamp Zuid                                 | 5.ta Eliminada de Expeditie Robinson 2005 | 12 días                                    |         |
| Tom Rietveld Propietario de un restaurante. | 22   | Jong           |                                           | 4.to Eliminado de Expeditie Robinson 2005 | 6 días                                     |         |
| Elsje Knockaert Instructora de fitness.     | 47   | Oud            | Abandona Por lesión                       | 5 días                                    |                                            |         |
| Johnny Waarts Limpiador de ventanas.        | 27   | Jong           | Abandona Voluntariamente                  | 5 días                                    |                                            |         |
| Margriet Zwitser Gerente.                   | 50   | Oud            | 1.ra Eliminada de Expeditie Robinson 2005 | 3 días                                    |                                            |         |

## Desarrollo

### Competencias
| Episodio | Emisión                  | Bienestar               | Inmunidad               | Eliminado        | Salida |
| -------- | ------------------------ | ----------------------- | ----------------------- | ---------------- | ------ |
| 1        | 5 de septiembre de 2005  |                         | Jong                    | Douwe / Margriet | Día 3  |
| 2        | 12 de septiembre de 2005 | Jong                    | Oud                     | Tom              | Día 6  |
| 3        | 19 de septiembre de 2005 | Oud                     | Oud                     | Nicole           | Día 9  |
| 4        | 26 de septiembre de 2005 |                         | Kamp Noord              | Nicole           | Día 12 |
| 5        | 3 de octubre de 2005     | Kamp Noord              | Kamp Noord              | John             | Día 15 |
| 6        | 10 de octubre de 2005    | Kamp Noord              | Kamp Noord              | Esther           | Día 19 |
| 7        | 17 de octubre de 2005    |                         | Carl                    | Annita           | Día 24 |
| 8        | 24 de octubre de 2005    |                         | Emma                    | Elbert           | Día 27 |
| 9        | 31 de octubre de 2005    | Maxime / Fleur          | Carl                    | Maxime           | Día 30 |
| 10       | 7 de noviembre de 2005   | Marnix                  | Marnix                  | Douwe            | Día 35 |
| 11       | 14 de noviembre de 2005  | Meredith                | Meredith                | Carl             | Día 38 |
| 12       | 21 de noviembre de 2005  | Fleur                   | Marnix                  | Meredith         | Día 42 |
| 13       | 28 de noviembre de 2005  |                         | Marnix / Emma / Marleen | Fleur            | Día 45 |
| Episodio | Emisión                  | Consejo final           | Ganadora                | Salida           |        |
| 13       | 28 de noviembre de 2005  | Marnix / Marleen / Emma | Marnix                  | Día 46           |        |

### Jurado Final
| Participante | Puesto     | Vota por |
| ------------ | ---------- | -------- |
| Elbert       | 1° Miembro | Marnix   |
| Maxime       | 2° Miembro | Marnix   |
| Douwe        | 3° Miembro | Emma     |
| Carl         | 4° Miembro | Marnix   |
| Meredith     | 5° Miembro | Emma     |
| Fleur        | 6° Miembro | Marleen  |

## Estadísticas Semanales
| Participante | Episodio     | Episodio     | Episodio     | Episodio  | Episodio  | Episodio  | Episodio     | Episodio     | Episodio     | Episodio     | Episodio     | Episodio     | Episodio     |  |
| Participante | Equipos      | Equipos      | Equipos      | Equipos   | Equipos   | Equipos   | Individuales | Individuales | Individuales | Individuales | Individuales | Individuales | Individuales |  |
| Participante | 1            | 2            | 3            | 4         | 5         | 6         | 7            | 8            | 9            | 10           | 11           | 12           | 13           |  |
| ------------ | ------------ | ------------ | ------------ | --------- | --------- | --------- | ------------ | ------------ | ------------ | ------------ | ------------ | ------------ | ------------ |  |
| Marnix       | Isla Secreta | Isla Secreta | Isla Secreta | Gana      | Gana      | Gana      | Salvado      | Salvado      | Salvado      | Inmune       | Salvado      | Inmune       | Ganador      |  |
| Emma         | Gana         | Salvada      | Salvada      | Gana      | Gana      | Gana      | Salvada      | Inmune       | Salvada      | Salvada      | Salvada      | Salvada      | 2.º Lugar    |  |
| Marleen      | Salvada      | Gana         | Gana         | Salvada   | Salvada   | Salvada   | Salvada      | Salvada      | Salvada      | Salvada      | Salvada      | Salvada      | Eliminada    |  |
| Fleur        | Gana         | Salvada      | Salvada      | Gana      | Gana      | Gana      | Salvada      | Salvada      | Salvada      | Salvada      | Salvada      | Salvada      | Eliminada    |  |
| Meredith     | Gana         | Salvada      | Salvada      | Salvada   | Salvada   | Salvada   | Salvada      | Salvada      | Salvada      | Salvada      | Inmune       | Eliminada    |              |  |
| Carl         | Salvado      | Gana         | Gana         | Salvado   | Salvado   | Salvado   | Salvado      | Salvado      | Inmune       | Salvado      | Eliminado    |              |              |  |
| Douwe        | Isla Secreta | Isla Secreta | Isla Secreta | Gana      | Gana      | Gana      | Salvado      | Salvado      | Salvado      | Eliminado    |              |              |              |  |
| Maxime       | Gana         | Salvado      | Salvado      | Gana      | Gana      | Gana      | Inmune       | Salvado      | Eliminado    |              |              |              |              |  |
| Elbert       | Salvado      | Gana         | Gana         | Gana      | Gana      | Gana      | Salvado      | Salvado      | Eliminado    |              |              |              |              |  |
| Annita       | Salvada      | Gana         | Gana         | Gana      | Gana      | Gana      | Eliminada    |              |              |              |              |              |              |  |
| Wim          | Gana         | Salvado      | Salvado      | Salvado   | Salvado   | Salvado   | Abandona     |              |              |              |              |              |              |  |
| Esther       | Isla Secreta | Isla Secreta | Isla Secreta | Salvada   | Salvada   | Eliminada |              |              |              |              |              |              |              |  |
| John         | Salvado      | Gana         | Gana         | Gana      | Eliminado |           |              |              |              |              |              |              |              |  |
| Nicole       | Salvada      | Gana         | Reingresa    | Eliminada |           |           |              |              |              |              |              |              |              |  |
| Tom          | Gana         | Eliminado    |              |           |           |           |              |              |              |              |              |              |              |  |
| Elsje        | Salvada      | Abandona     |              |           |           |           |              |              |              |              |              |              |              |  |
| Johnny       | Gana         | Abandona     |              |           |           |           |              |              |              |              |              |              |              |  |
| Margriet     | Eliminada    |              |              |           |           |           |              |              |              |              |              |              |              |  |
| Douwe        | Eliminado    |              |              |           |           |           |              |              |              |              |              |              |              |  |

Competencia en equipos (Días 1-19)
     El participante gana junto a su equipo y continua en competencia.
     El participante pierde junto a su equipo pero no es eliminado.
     El participante pierde junto a su equipo y posteriormente es eliminado.
     El participante es eliminado, pero vuelve a ingresar.
     El participante abandona la competencia.
Competencia individual (Días 20-46)
     Ganadora de Expeditie Robinson 2005.
     2°.Lugar de Expeditie Robinson 2005.
     El participante gana la competencia y queda inmune.
     El participante pierde la competencia, pero no es eliminado.
     El participante es eliminado de la competencia.